# Viteluvca, Cozmeni
Viteluvca, întâlnit și sub formele Vintileanca și Vitiliuca, (în ucraineană Витилівка, transliterat: Vîtîlivka și în germană Witelowka) este un sat în raionul Cozmeni din regiunea Cernăuți (Ucraina), depinzând administrativ de comuna Lașchiuca. Are 1,032 locuitori, preponderent ucraineni (ruteni).
Satul este situat la o altitudine de 185 metri, pe malul pârâului Sovița, în partea de centru-est a raionului Cozmeni.

## Istorie
Localitatea Viteluvca a făcut parte încă de la înființare din regiunea istorică Bucovina a Principatului Moldovei. În ianuarie 1775, ca urmare a atitudinii de neutralitate pe care a avut-o în timpul conflictului militar dintre Turcia și Rusia (1768-1774), Imperiul Habsburgic (Austria de astăzi) a primit o parte din teritoriul Moldovei, teritoriu cunoscut sub denumirea de Bucovina. După anexarea Bucovinei de către Imperiul Habsburgic în anul 1775, localitatea Viteluvca a făcut parte din Ducatul Bucovinei, guvernat de către austrieci, făcând parte din districtul Cozmeni (în germană Kotzmann). 
După Unirea Bucovinei cu România la 28 noiembrie 1918, satul Viteluvca a făcut parte din componența României, în Plasa Șipenițului a județului Cernăuți. Pe atunci, majoritatea populației era formată din ucraineni.
Ca urmare a Pactului Ribbentrop-Molotov (1939), Bucovina de Nord a fost anexată de către URSS la 28 iunie 1940, reintrând în componența României în perioada 1941-1944. Apoi, Bucovina de Nord a fost reocupată de către URSS în anul 1944 și integrată în componența RSS Ucrainene. 
Începând din anul 1991, satul Viteluvca face parte din raionul Cozmeni al regiunii Cernăuți din cadrul Ucrainei independente. Conform recensământului din 1989, numărul locuitorilor care s-au declarat români plus moldoveni era de 5 (3+2), reprezentând 0,48% din populația comunei . În prezent, satul are 1.032 locuitori, preponderent ucraineni.

## Demografie
Componența lingvistică a localității Viteluvca
     Ucraineană (99,32%)
     Alte limbi (0,67%)
Conform recensământului din 2001, majoritatea populației localității Viteluvca era vorbitoare de ucraineană (99,32%), existând în minoritate și vorbitori de alte limbi.
1989: 1.041 (recensământ)
2007: 1.032 (estimare)

### Recensământul din 1930
Componența etnică a comunei Viteluvca (județul Cernăuți)
     Români (16,18%)
     Ruteni (77,81%)
     Evrei (3,7%)
     Polonezi (2,31%)
Componența confesională a comunei Viteluvca
     Ortodocși (94,6%)
     Romano-catolici (1,7%)
     Mozaici (3,7%)
Conform recensământului efectuat în 1930, populația comunei Viteluvca se ridica la 649 locuitori. Majoritatea locuitorilor erau ruteni (77,81%), cu o minoritate de români (16,18%), una de evrei (3,70%) și una de polonezi (2,31%). Din punct de vedere confesional, majoritatea locuitorilor erau ortodocși (94,60%), dar existau și mozaici (3,70%) și romano-catolici (1,70%).

## Personalități
În acest sat au trăit:
- Victor Zubar (1924-1995) - poet ucrainean, care a murit la Viteluvca,
- Serghei Cușniriuc (n. 1956) - campion olimpic la handbal cu echipa URSS în 1976 și vicecampion olimpic în 1980 și
- bunica cunoscutei cântărețe ucrainene Ani Lorak (Carolina Kuyek).